# Gurtenbahn

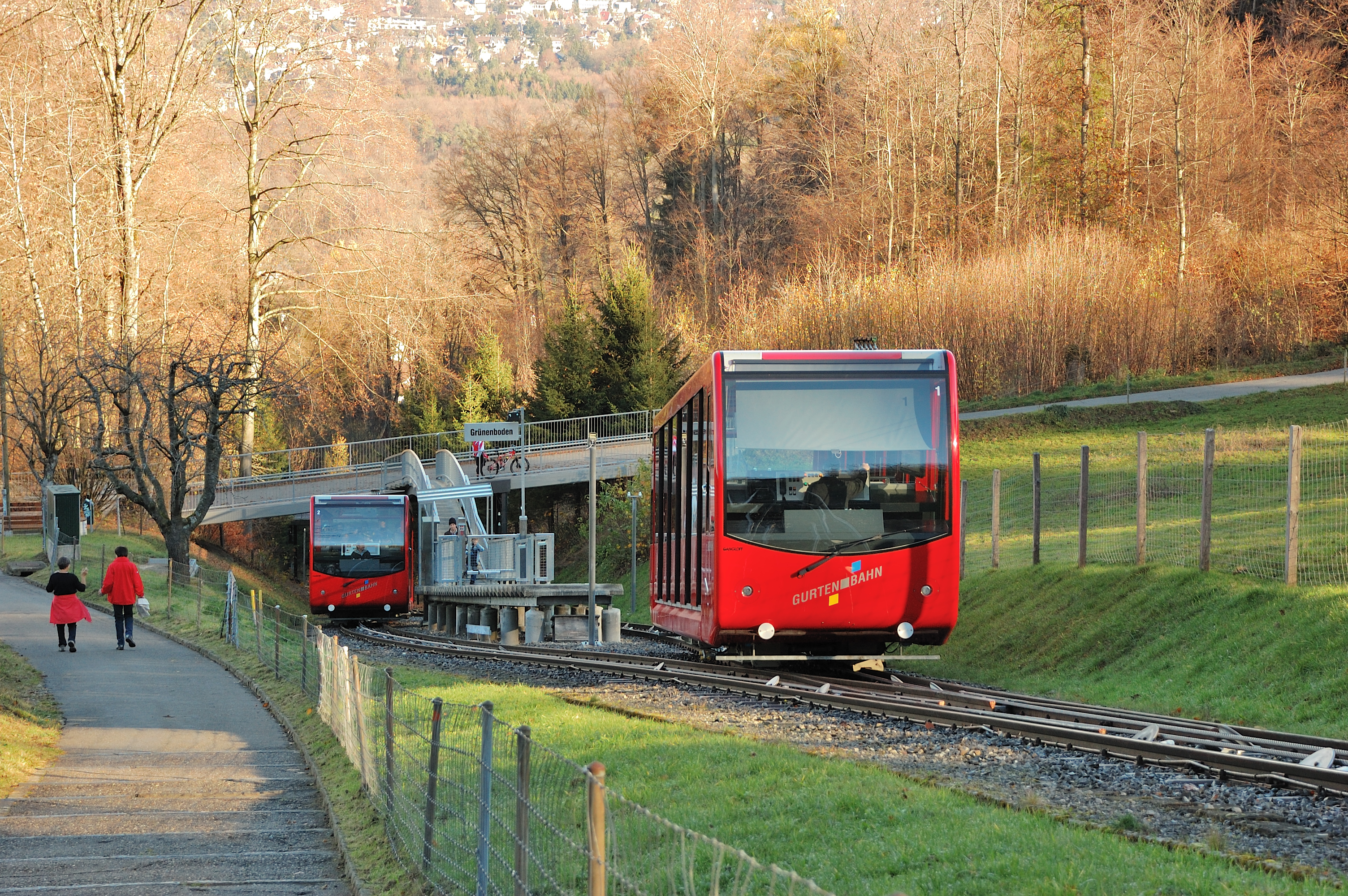
Widok na trasę z góry

Gurtenbahn – kolej linowo-terenowa w Bernie w Szwajcarii, łącząca Wabern bei Bern ze stokami Gurten.

## Charakterystyka
Kolej o rozstawie szyn 1000 mm ma długość 1059 metrów, przewyższenie 267 metrów i nachylenie trasy 330‰. 

## Historia
Koncesja na budowę pierwszej linii do Gurten została przyznana w 1885, ale kolej ta nigdy nie została zrealizowana. Druga koncesja pochodziła z 1893. Linię ukończono w lipcu 1899, ale aż do września tego roku kolej nie mogła kursować z uwagi na problemy z dostawą prądu. W końcu trudności przezwyciężono i do końca 1899 przewieziono jeszcze 33.500 osób. W latach 1931–1932 przeprowadzono modernizację kolei. W 1944 dostarczono nowe wagony. Następna modernizacja nastąpiła w 1966. W 1999 linia została całkowicie przebudowana. Wszystkie stacje zostały odnowione, jak również wprowadzono nowe, panoramiczne wagony.

## Przystanki
Kolejne przystanki to: Wabern b. Bern (560 m n.p.m.), Grünboden (Ausweiche) (686 m n.p.m.), Gurten (839 m n.p.m.). W pobliżu stacji szczytowej kursuje niewielka linia kolei parkowej.

## Galeria

Logo kolei
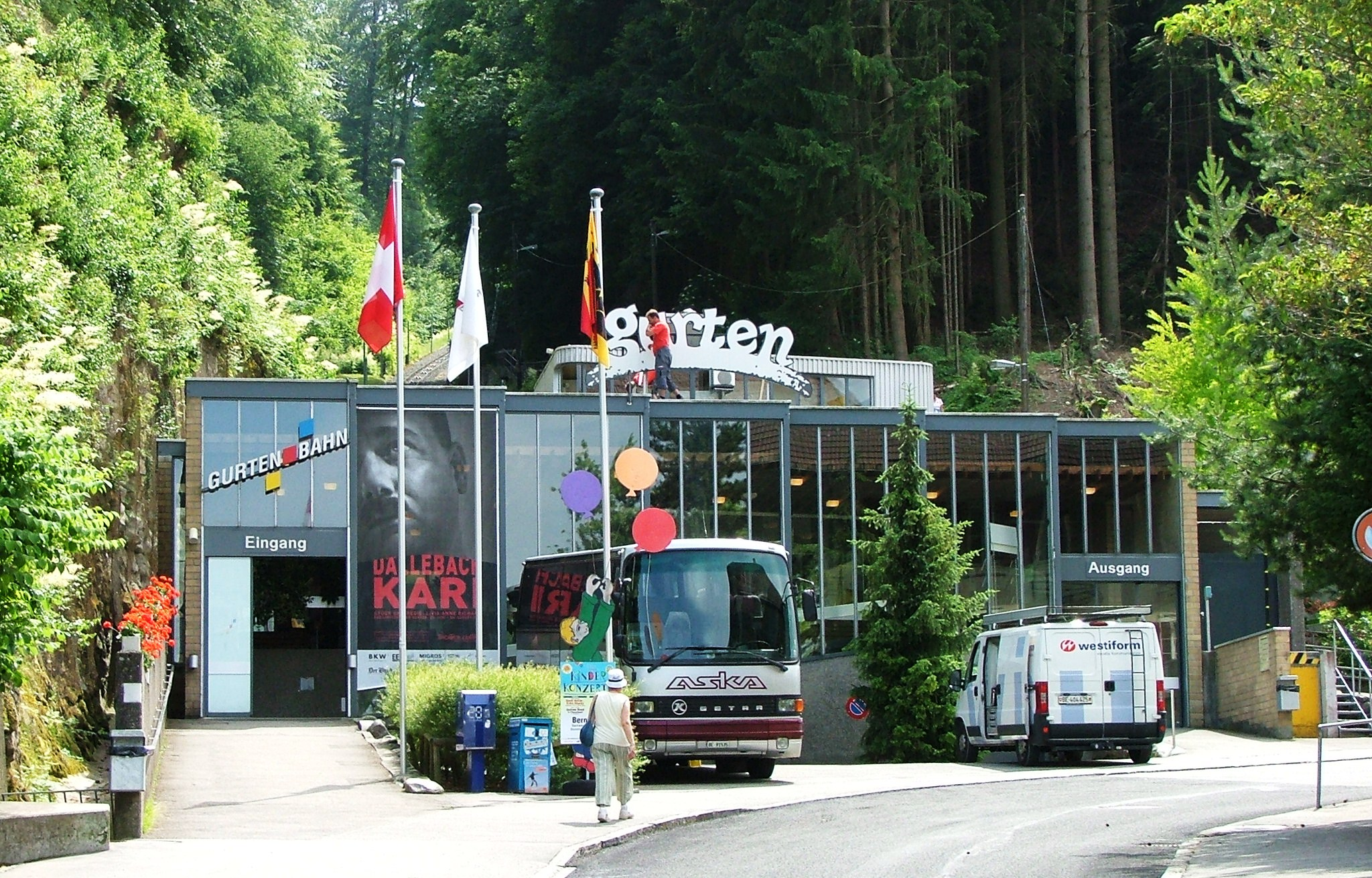
Stacja dolna
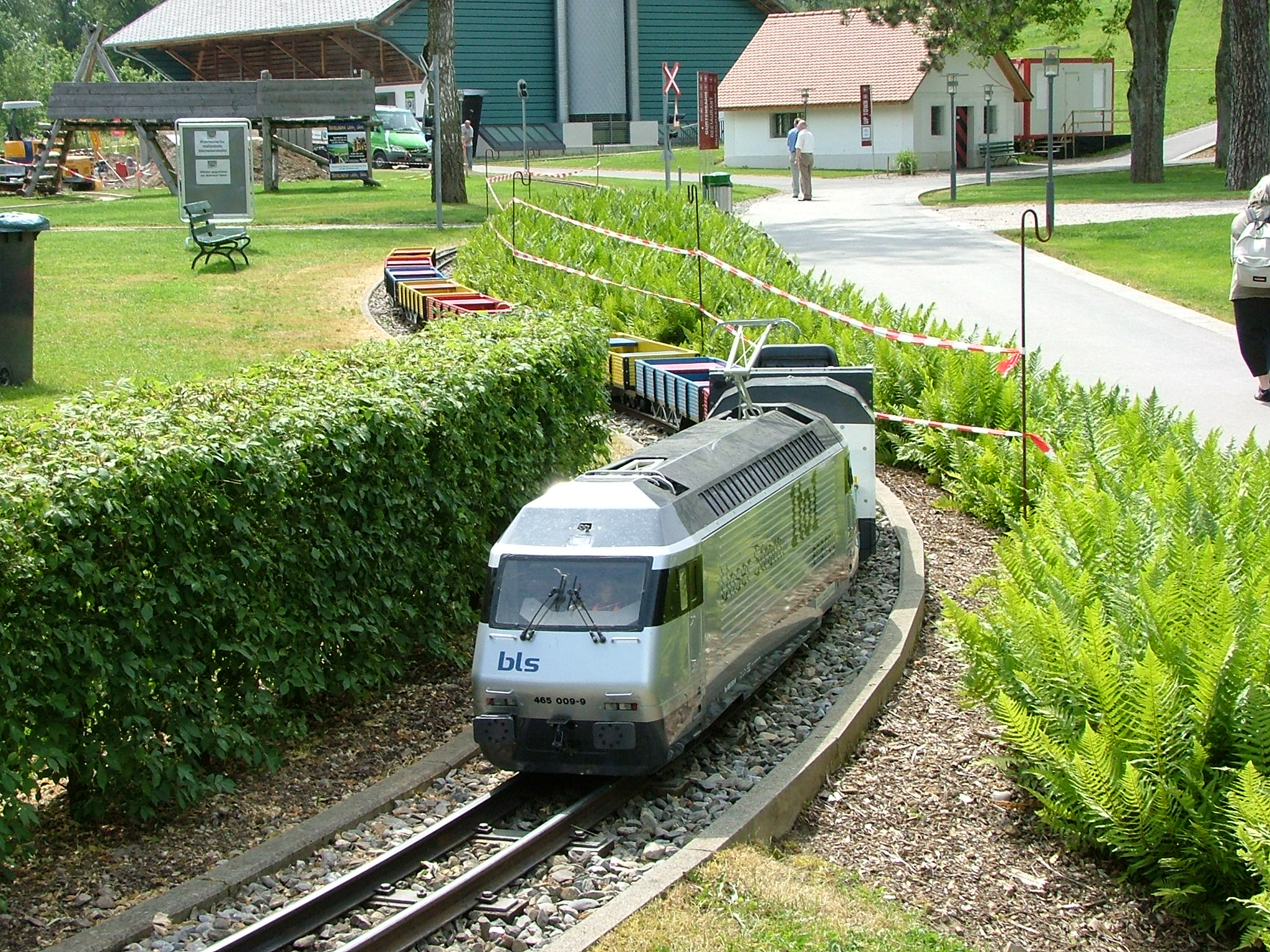
Kolej Parkowa
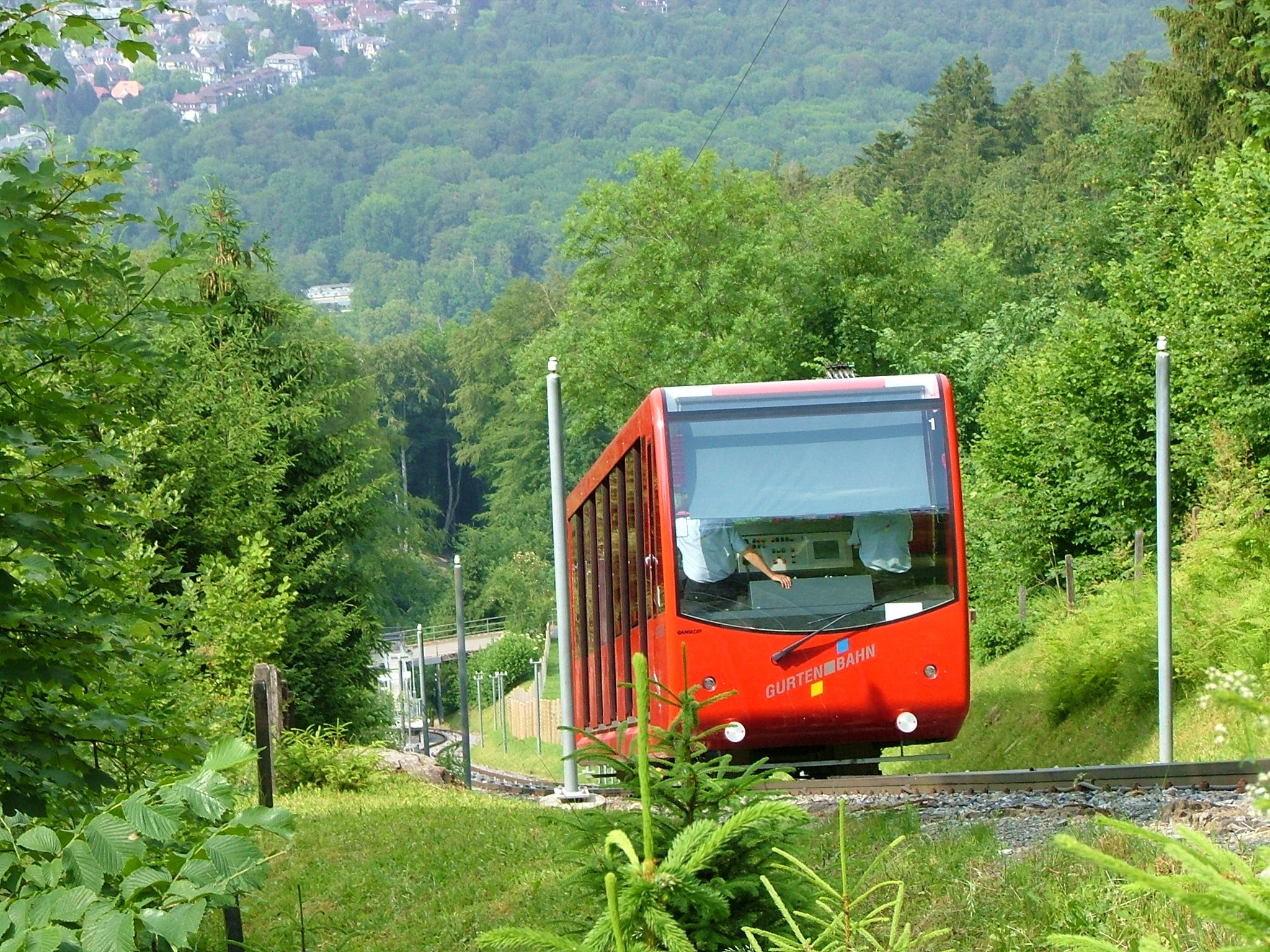
Wagon na trasie